# Региональные выборы в Калабрии (2014)
Региональные выборы в Калабрии 2014 года — 10-е выборы Совета и президента региона Калабрии, которые состоялись 23 ноября. Причина — отставка президента Джузеппе Скопеллити. На выборах победу одержал Марио Оливерио с 61% голосов.

## Кандидаты в президенты
Кандидаты в президенты с соответствующими списками были поданы до истечения 25 октября в 12 часов дня.
- Коно Калтеми при поддержке «Движения 5 звёзд»;
- Нико'Д Аскола при поддержке «Популярная альтернатива для Калабарии»[4];
- Ванда Ферро при поддержке «Вперёд, Италия»[5];
- Доменико Гаттузо при поддержке «Другая Калабрия»[6];
- Марио Оливерио при поддержке «левоцентристской коалиции»[7].